# Príncipe de Asturias (R-11)
El Príncipe de Asturias (R-11) fue un portaaviones para aviones STOVL de la Armada Española, buque insignia de la Flota. Junto a sus fragatas de escolta, formaba el Grupo de Proyección de la Flota. Sustituyó al Dédalo como buque insignia de la Armada. Fue botado en 1982, le fue entregada la bandera de combate en 1989 y fue dado de baja en 2013. En sus 24 años de servicio participó en varios despliegues navales internacionales, en particular durante la primera Guerra del Golfo de 1991, aunque no llegó a entrar en combate. El 9 de agosto de 2017 partió de Ferrol en su último viaje, hasta el puerto turco de Aliaga, para ser desguazado durante 2018.

## Diseño

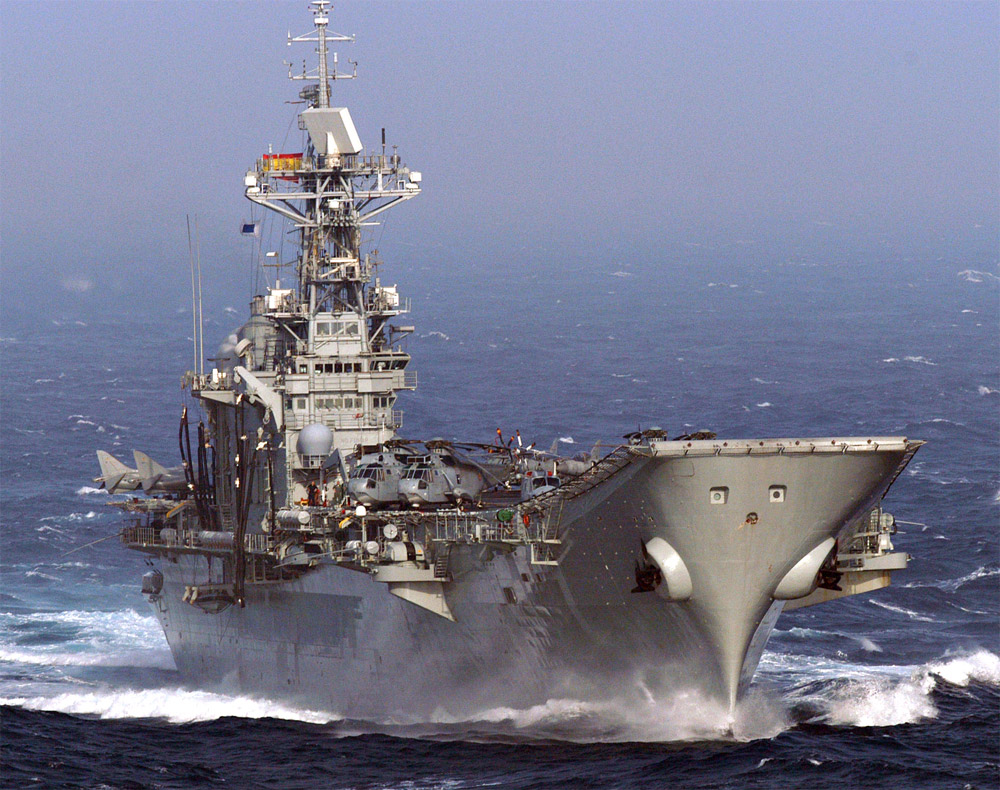
El portaaviones Príncipe de Asturias (R-11) navegando en 2004.

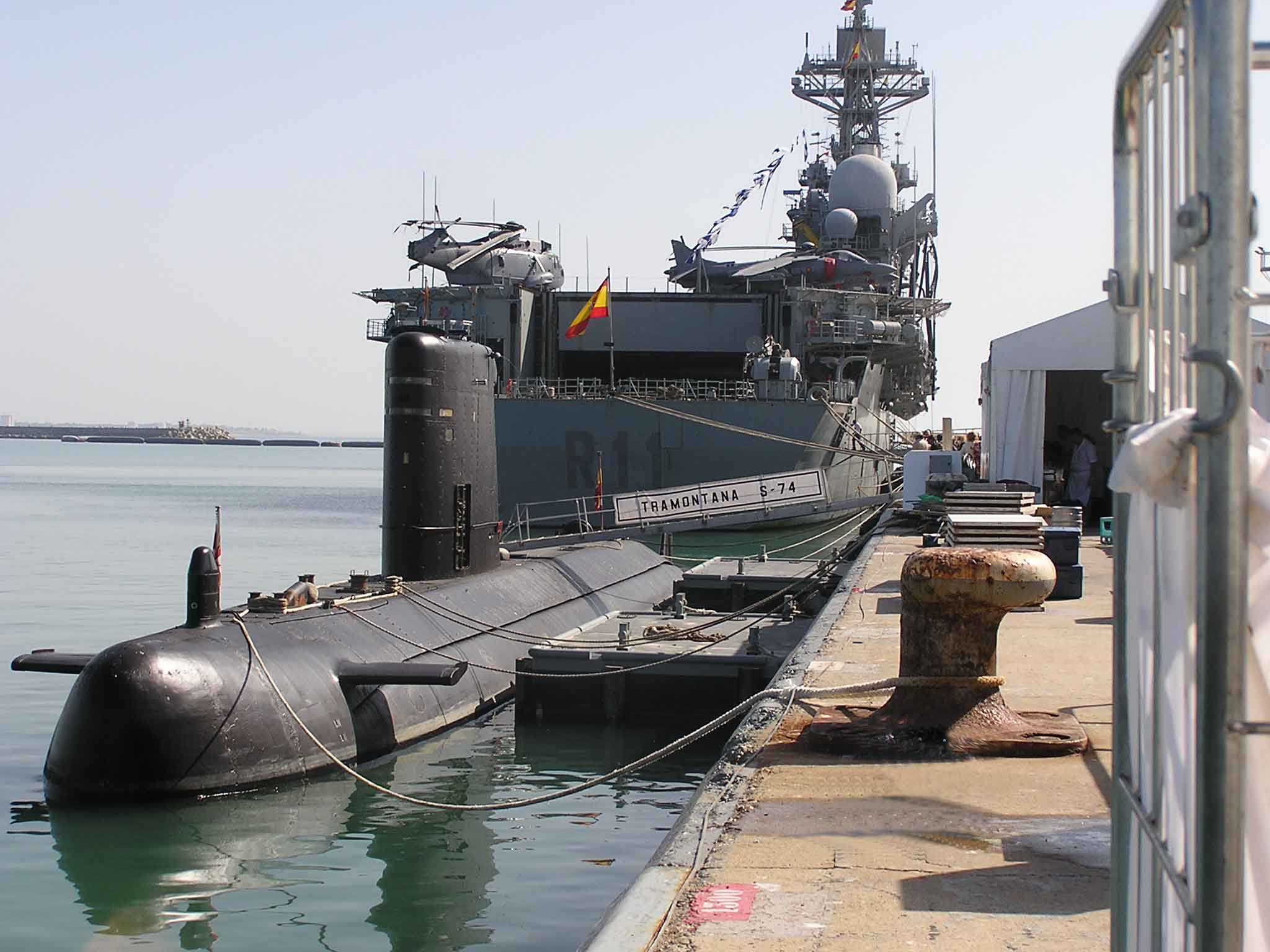
Vista de popa del Príncipe de Asturias detrás del submarino Tramontana (S-74).

El diseño de este navío se llevó a cabo, cuando la armada de los Estados Unidos abandonó el proyecto del SCS y la Armada española compró sus planos (quince planos generales, ya que solo estaba en fase de concepción) y encargó a los astilleros públicos Bazán el desarrollo y la posterior construcción de esta nave.
Construido mayoritariamente en acero de alta resistencia en el casco y en la superestructura, empleándose también materiales más ligeros, sobre todo para la construcción de los interiores. Este navío ha demostrado un excepcional comportamiento en la mar, no sobrepasándose los 2° de escora navegando con fuerte marejada, gracias a sus dos pares de aletas estabilizadoras. También dispone de un alto grado de supervivencia y resistencia al choque, gracias a un muro cortafuegos en el hangar y a sistemas autónomos de extinción de incendios. La superficie de la cubierta de vuelo, presenta como singularidad muy significativa, una marca asimétrica con respecto al casco, estando desplazada hacia la banda de babor.
El Príncipe de Asturias, con sus casi 196 m de eslora, sus 24,3 m de manga, con un calado de 9,4 m y sus 17 200 toneladas a plena carga era el mayor barco de la Armada española hasta la entrada en servicio del Juan Carlos I.
Tiene un tipo de propulsión COGAG (Combined Gas And Gas), proporcionado por dos turbinas de gas LM2500 de procedencia norteamericana, de origen aeronáutico y adaptadas para ser utilizadas en buques, estas generan 34,6 MW por unidad (46 400 CV), propulsando una única hélice de cinco palas y de paso variable. La velocidad máxima sostenida es de 26 nudos, y la autonomía es de 6500 millas náuticas a una velocidad de crucero de 20 nudos. El Príncipe de Asturias cuenta además con dos motores eléctricos auxiliares (UPA) de 1600 CV y cinco nudos de velocidad máxima, son de tipo retráctil y disponen de 360° de giro, que facilitan la maniobra y garantizan el regreso del buque en el caso de que la propulsión principal dejase de funcionar.
En un portaaviones, su principal sistema de defensa son sus aviones, aunque este navío también dispone de 4 montajes multitubo Meroka 2A para la defensa antimisil, situados uno a cada banda al inicio del skijump y dos a popa. Cada montaje multitubo Meroka, consta de 12 tubos Oerlikon de 20 mm, montados en dos filas superpuestas, con una cadencia de tiro de 9000 disparos por minuto. Dispone de electrónica norteamericana.
Puede transportar hasta un máximo de 811 personas, incluida la tripulación del propio barco, el personal de vuelo y el Estado Mayor. El buque también admite una pequeña unidad de Infantería de Marina. La dotación se reparte en camaretas independientes de 2, 4, 8 y 12 literas con servicios adheridos y locales de descanso repartidos por la zona de habitabilidad y teniendo entre otras comodidades, aire acondicionado.

## Construcción

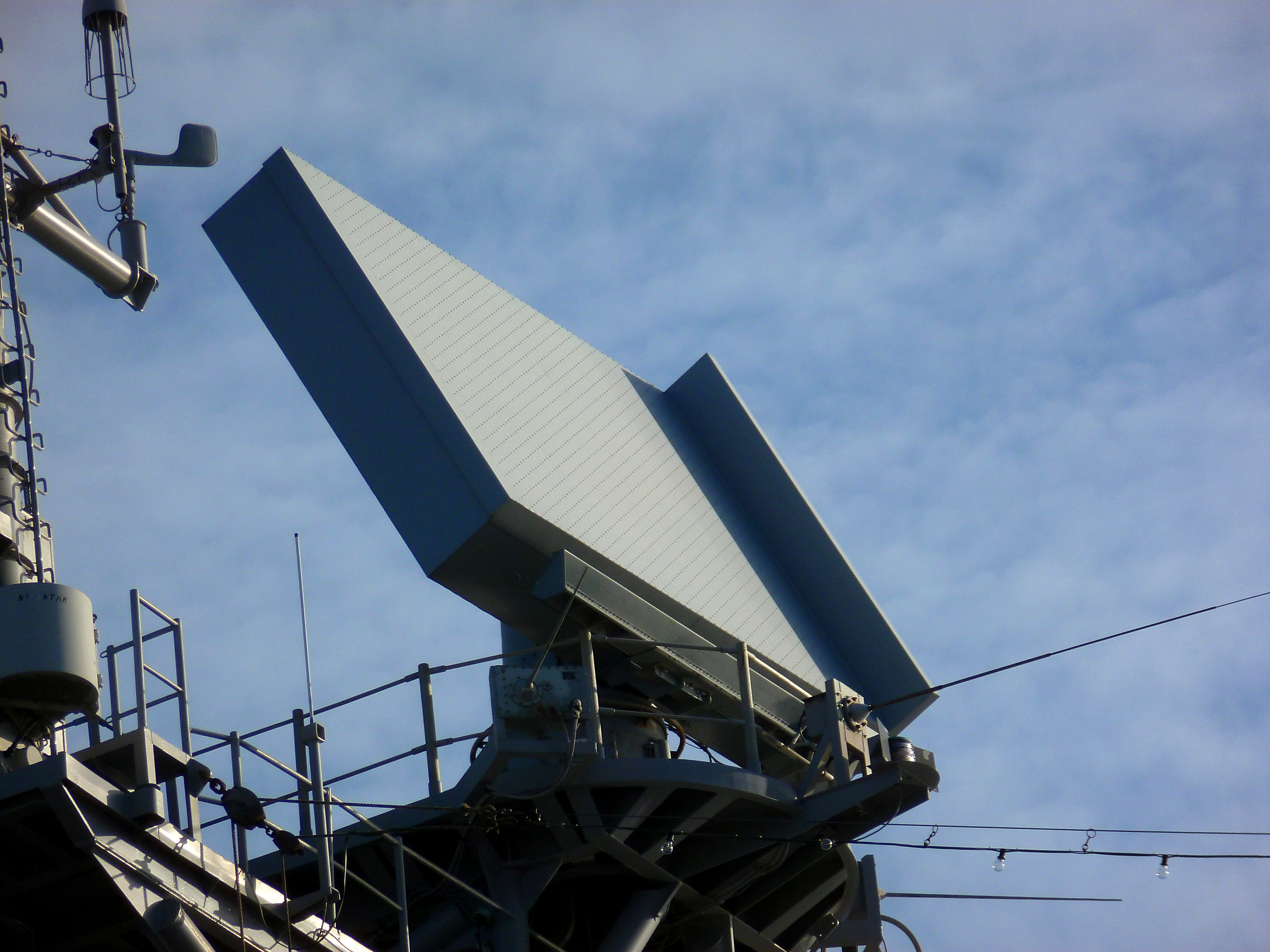
Radar tridimensional AN/SPS-52C del PdA.

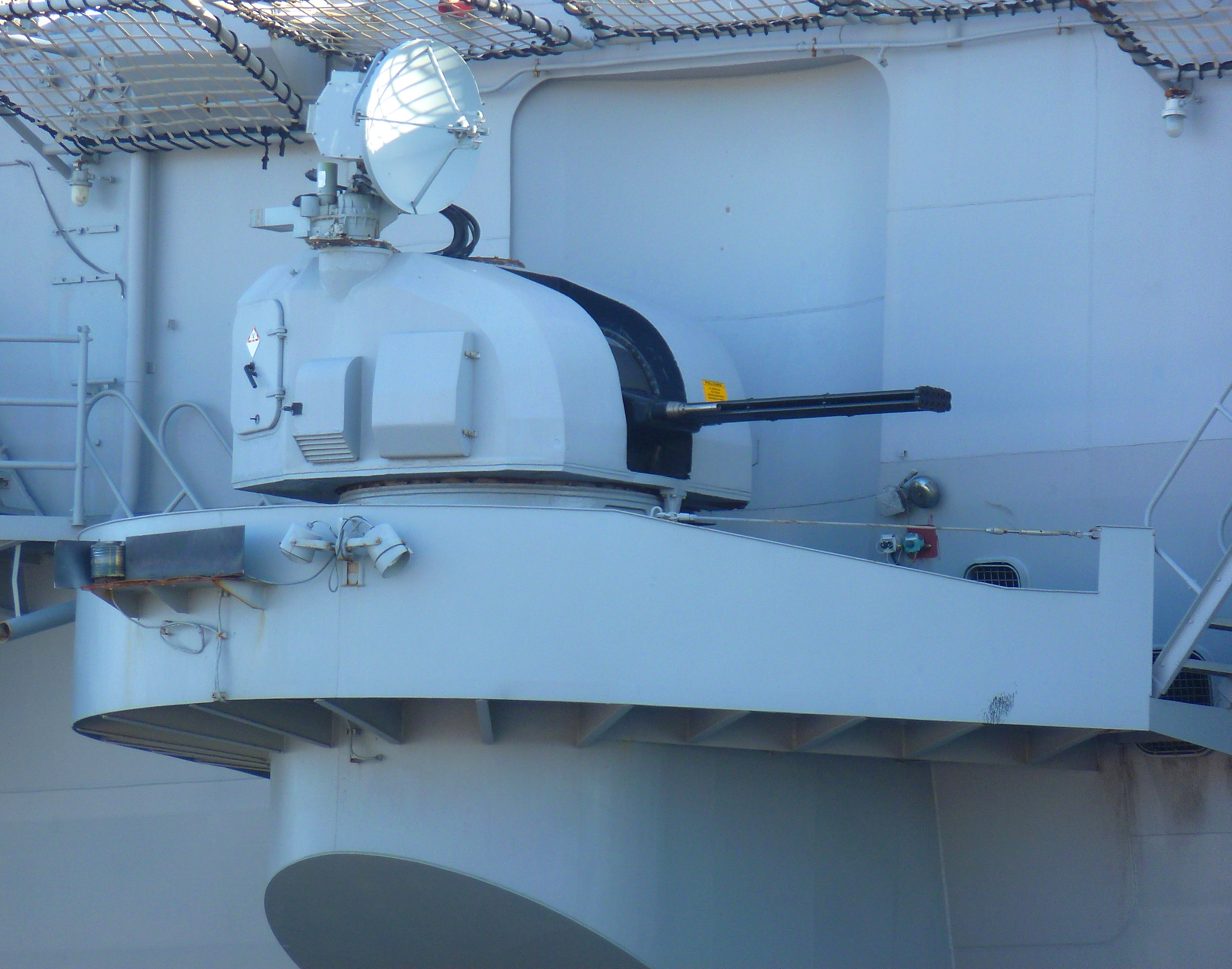
Uno de los cuatro cañones Merokas con que estaba dotado.

El portaaviones fue construido en Ferrol por la Empresa Nacional Bazán (ahora Navantia) partiendo de un diseño inicial realizado en Estados Unidos, llamado SCS (Sea Control Ship/Buque de control marítimo). Se trataba de un diseño de un portaaviones pequeño y que se pensaba construir en grandes series para ser utilizado como escolta de convoyes en el Atlántico, liberando así a las grandes unidades de estos cometidos. El proyecto fue anunciado en 1974, señalándose que la nave se llamaría Almirante Carrero, siendo ultimado en 1977, sin embargo, los planos y especificaciones entregados no correspondían exactamente con las necesidades españolas, y la Empresa Nacional Bazán realizó numerosos cambios y mejoras. Un ingeniero de la empresa declaró al programa televisivo Informe Semanal:

Realmente lo que recibimos de Estados Unidos fue un anteproyecto [...]. Esto da idea de que lo que había era una idea conceptual del barco y que el proyecto es básicamente español.

La orden de ejecución del buque se dio a los astilleros de Bazán Ferrol el 29 de junio de 1977, y la colocación en grada del primer bloque prefabricado estaba prevista para mediados de 1979, siendo la fecha real el 8 de octubre de 1979. La fecha prevista para la botadura era 1981, pero la real fue el 22 de mayo de 1982, un año más tarde de lo previsto. Entre la botadura y la entrega hubo muchos retrasos y un importante aumento de costes, debidos, entre otras causas, a los numerosos problemas laborales de Bazán, el cambio en los sistemas de contratación de equipos en plena fase de construcción y a las modernizaciones que impuso la Armada durante esta fase.
El proyecto, por aquel entonces de gran envergadura económica y tecnológica, acarreó retrasos y aumentos en los costes; pero el Gobierno de Felipe González apoyó el proyecto y, según el suplemento del diario ABC, terminó haciendo el buque «a lo que salga» en referencia al presupuesto.
Los cambios en las exigencias navales significaron que muchos de los sistemas del barco tuvieron que ser modificados con la adición del «Tritan Digital Command» y el Sistema de Control. No entró en servicio activo hasta el 30 de mayo de 1988 y regresó a los astilleros navales para reacondicionarse rápidamente en 1990.

## El grupo aéreo embarcado

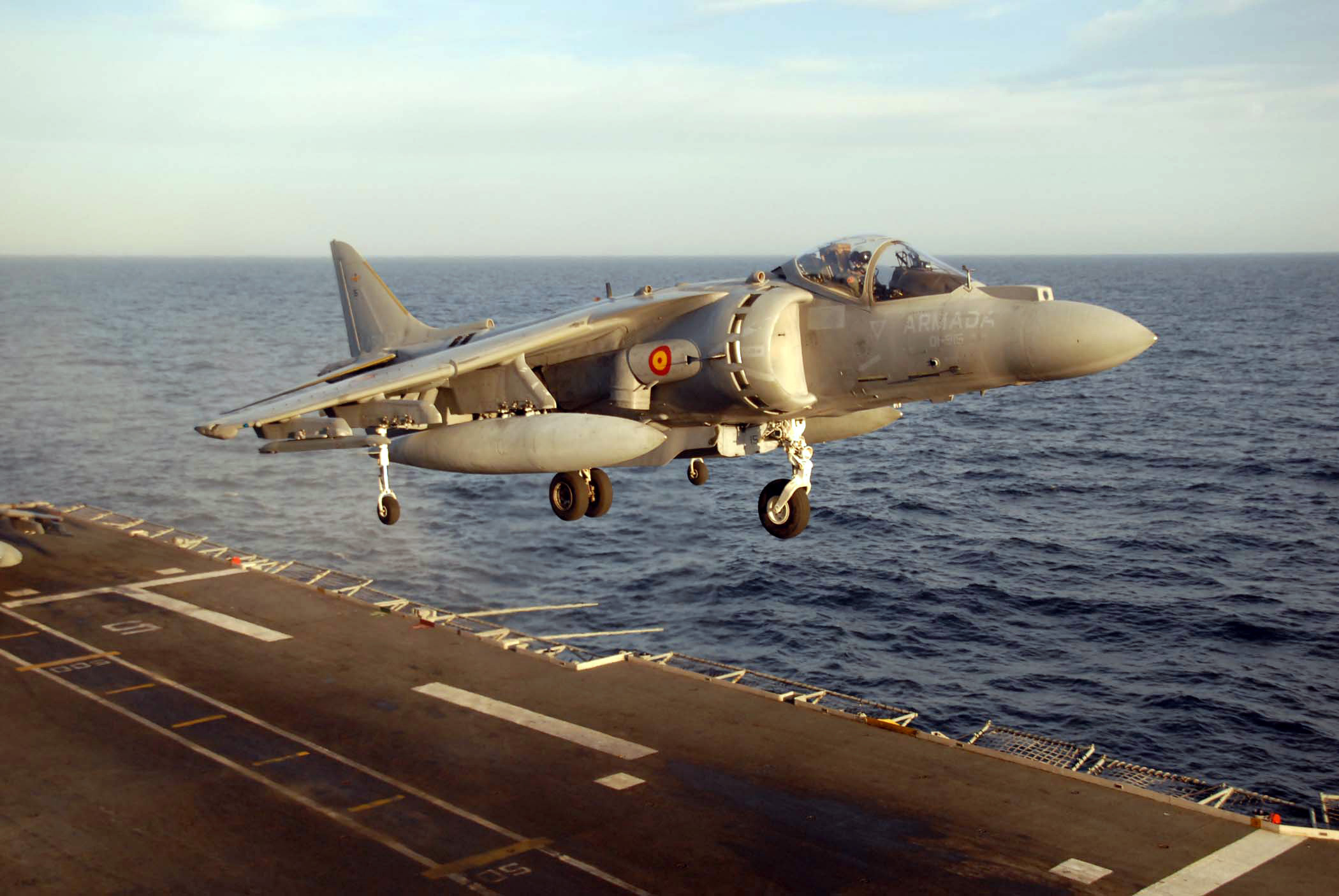
AV-8B+ Harrier II descendiendo sobre la cubierta del Príncipe de Asturias.

El grupo aéreo embarcado soporta hasta 29 aeronaves (17 en el hangar y 12 en la zona de estacionamiento de la cubierta de vuelo). La dotación aérea habitual de este portaaviones suele estar formada por una fuerza polivalente de aviones, incluyendo de diez a doce AV-8 Harrier II y AV-8B Harrier II Plus, así como unos doce helicópteros, usualmente una combinación de modelos, seis Sikorsky H-3 Sea King, dos Sikorsky H-3 Sea King de la versión radar AEW (Air Early Warning/Alerta Aérea Temparana) y cuatro Agusta-Bell AB-212, para labores SAR, enlace entre buques y tierra. Dependiendo de la misión que tenga que realizar, también puede operar con diferentes dotaciones de aparatos, incluyendo helicópteros SH-60B, o aviones de otras nacionalidades, como por ejemplo los Harrier italianos.

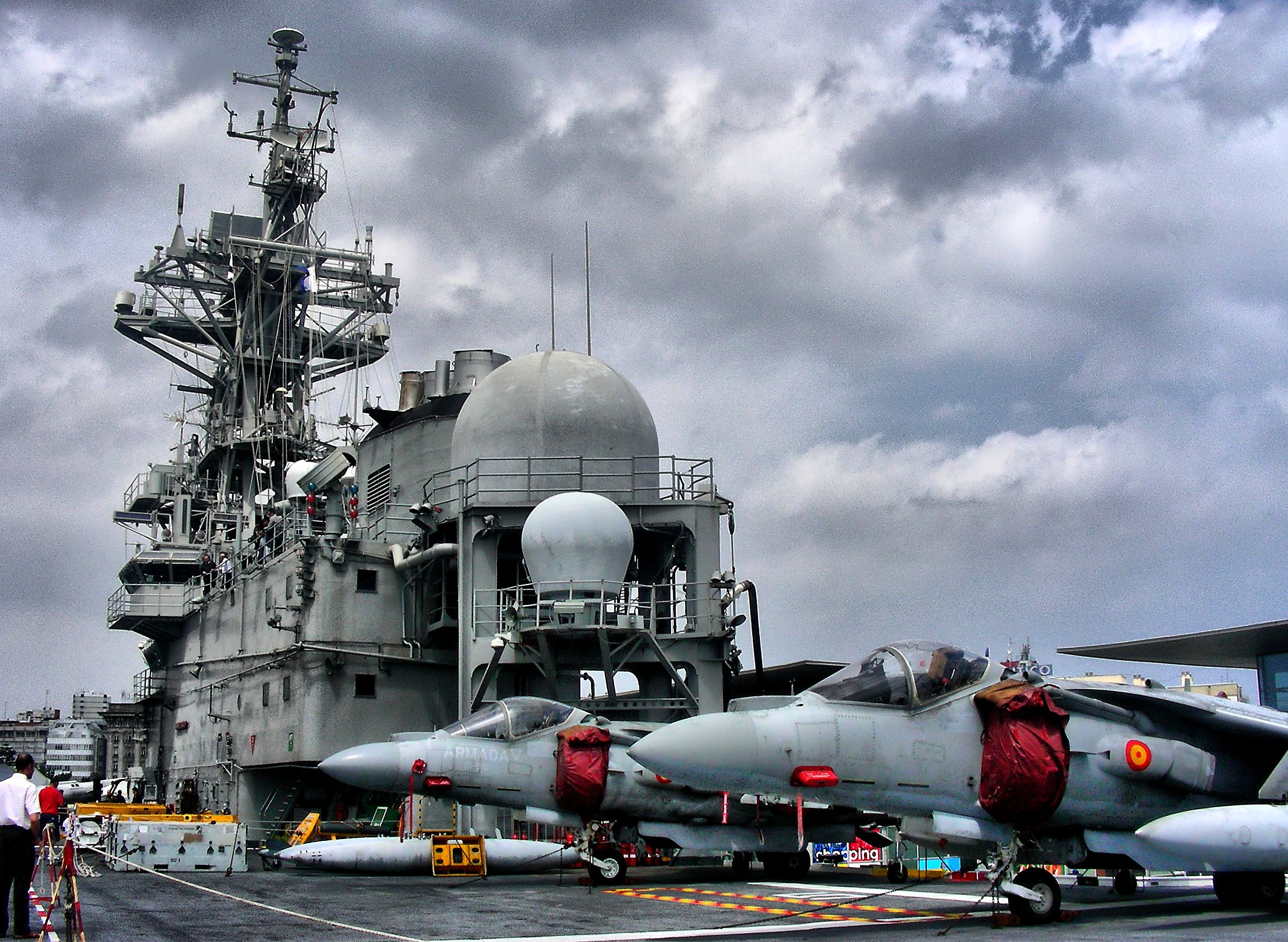
Cubierta del portaaviones atracado en el puerto de La Coruña, 2010

Debido a la capacidad STOL, STOVL y VTOL de los aparatos embarcados, la cubierta de vuelo descentrada es de 175,3 m, incluyendo una rampa (ski-jump) de 12° y 46,5 m de longitud que logra un mayor arranque en menor distancia. La capacidad de transporte de aeronaves del barco es mucho mayor, pudiendo albergar a lo largo de sus 5104 m² (unos 176 × 29 m, incluyendo los elevadores) de cubierta y de sus 2250 m² (unos 109 × 22 m, sin barreras ni formas caprichosas y ocupando alrededor del 60 por ciento de su eslora total) de su hangar hasta un total de 37. Dispone de dos ascensores para el movimiento de aeronaves entre el hangar y la cubierta de vuelo, uno situado próximo a crujía delante de la isla, está debidamente desplazado hacia estribor, para no penalizar la operatividad en el hangar ni en la cubierta de vuelo, pues la pista de despegue queda fuera de la zona del elevador, mientras que el de popa es de voladizo, colocado en el extremo de la pista a crujía. Esta disposición de los ascensores, permitiría en caso de avería el despegue de aeronaves desde toldilla hasta la cubierta de vuelo en una maniobra que no quedaría exenta de dificultades. En este buque también existen pañoles de repuestos de aeronaves y talleres que pueden suministrar un segundo escalón de mantenimiento, con la particularidad de que en el barco se trabajan las 24 horas del día, por lo que las averías suelen repararse antes que en tierra.

## Historial

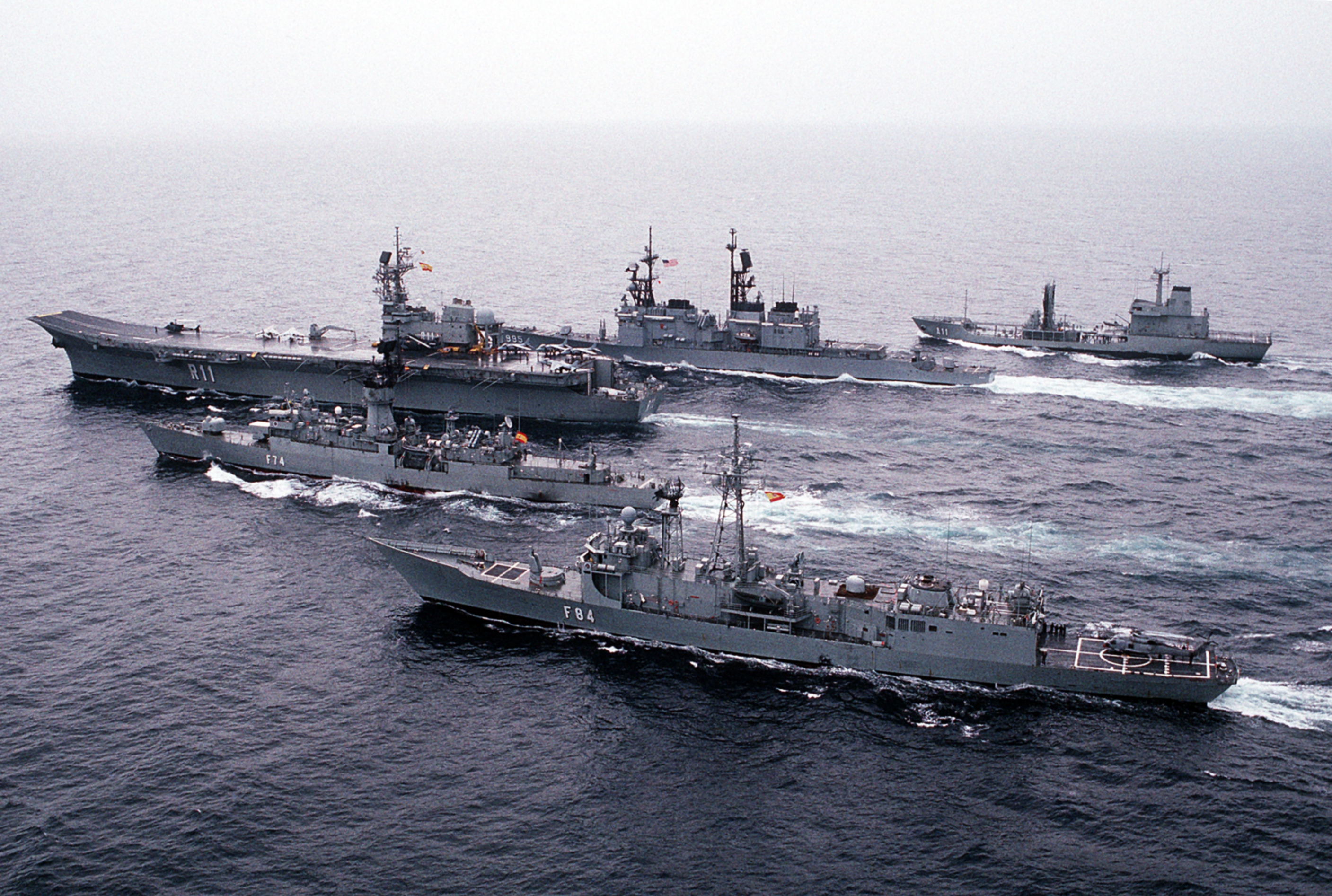
Grupo de batalla formado por el Príncipe de Asturias (R11), Marqués de la Ensenada (A-11), Asturias (F-74), Reina Sofía (F84) y USS Scott (DDG-995). Año 1992.

Fue el tercer portaaeronaves en la historia de la Armada española, tras los dos Dédalo, el portahidroaviones Dédalo - que participó en el Desembarco de Alhucemas de 1925 - y el portaaviones ex USS Cabot. Inicialmente estaba destinado a recibir el nombre Almirante Carrero Blanco, dicho nombre fue descartado por cuestiones políticas y se barajaron otros nombres (Lepanto, España, Dédalo o Canarias), hasta que se optó por el definitivo una semana antes de su botadura.
Le fue entregada su bandera de combate en una ceremonia presidida por Juan Carlos I en Barcelona el 28 de mayo de 1989. Para el acto se organizó una gran parada naval que contó con la presencia de buques de muchas armadas extranjeras. A partir de entonces formó parte del Grupo-2 de la Fuerza de Acción Naval, donde junto a los buques anfibios su misión era la proyección del poder naval sobre tierra. En aquellos años, España era uno de los pocos países que contaba con un grupo aeronaval.
En junio de 1989, tuvo entre sus tripulantes a Felipe de Borbón y Grecia, durante su formación como alférez alumno de la Armada.

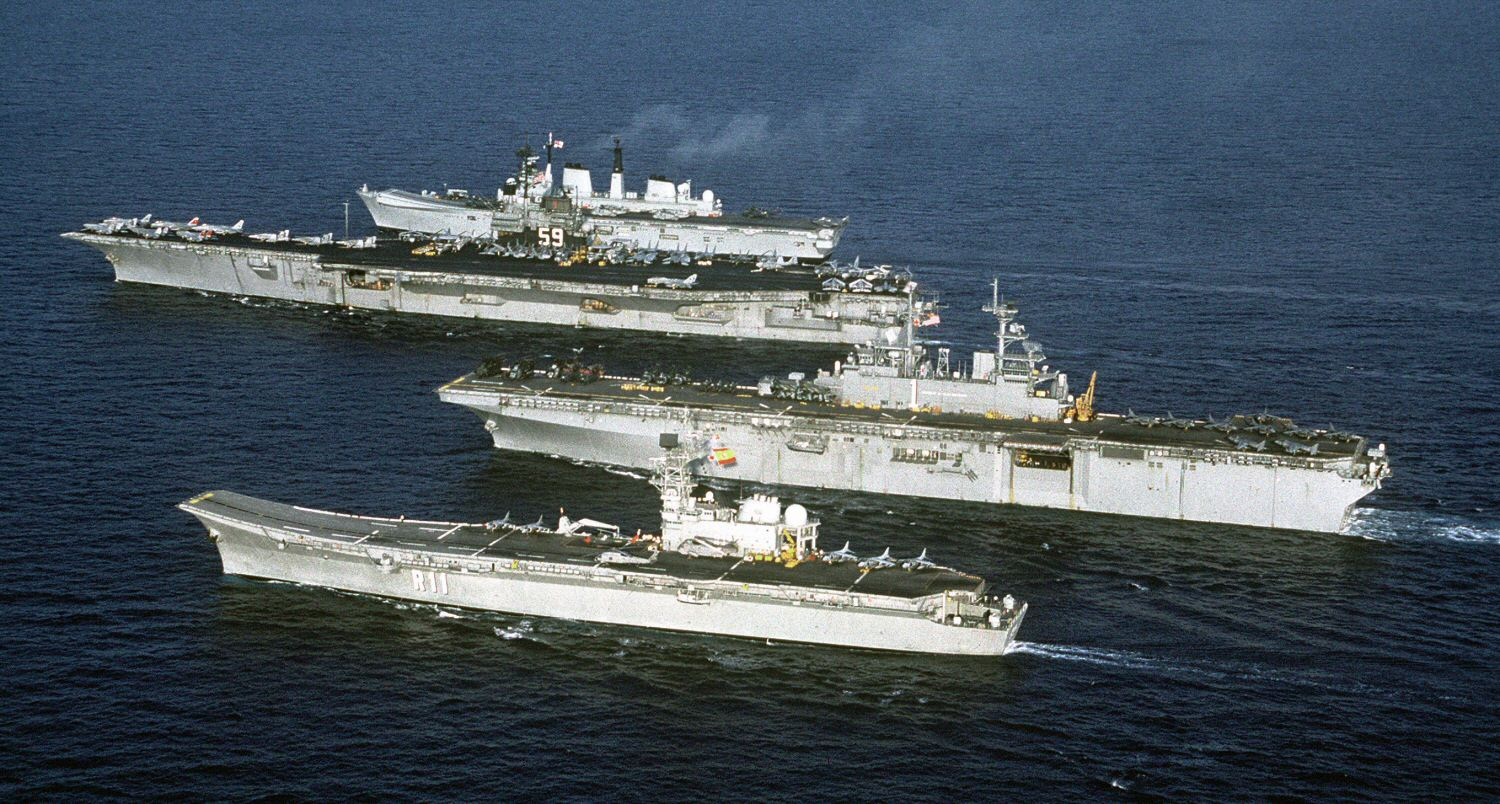
Ejercicio Display Determination '91 de la OTAN, de abajo arriba, el Príncipe de Asturias, el, el, y el.

Durante la primera guerra del Golfo, en 1991, participó en un operativo naval junto a unidades británicas, francesas, italianas y alemanas en el mediterráneo denominado Cadex '91-1. Del 10 al 21 de diciembre de 1994 como parte de la UNPROFOR, fue el buque de mando de la grupo naval operativo 81-01 en el Adriático.
El 28 de junio de 2005 asistió a una revista naval internacional en Portsmouth con motivo del II centenario de la batalla de Trafalgar, desplazándose posteriormente el 21 de octubre al lugar donde tuvo lugar la batalla para realizar una ofrenda floral a los que combatieron en la batalla. Del 6 de febrero a 30 de marzo de 2006  participó, junto a buques de diversas nacionalidades, en el despliegue GALIBER 07 en aguas del Atlántico y del Mediterráneo.
Junto al Castilla, realizó una visita a Lisboa en junio de 2008, recalando ambos buques en la terminal de cruceros Rocha Conde de Óbidos tras haber participado en las maniobras Loyal Mariner 08, junto a otros 20 buques de países de la OTAN. En marzo de 2009 participó en las maniobras de la OTAN Loyal Mariner 09 en aguas del sur de Cerdeña, junto a otras unidades españolas y unidades de otros 13 países.
Entre el 10 y el 13 de junio de 2010 participó en la conmemoración del centenario de la aeronáutica naval francesa junto a los buques estadounidenses USS Harry S. Truman y USS Normandy, los franceses Charles de Gaulle (R 91), Foudre (L 9011) y la Forbin (D620) y el británico RFA Argus (A135). En marzo de 2011, mientras participaba en las maniobras de la OTAN Noble Mariner junto a buques de 20 países, el Príncipe de Asturias fue ofrecido para el despliegue ante las costas de Libia tras la resolución de la ONU que autorizaba una zona de exclusión aérea en ese país, aunque finalmente, como medios navales, se optó por una fragata de la clase Álvaro de Bazán y un submarino clase Galerna.
En mayo de 2012 se anunció que el Cuartel General de la Armada estaba estudiando paralizar el portaaviones Príncipe de Asturias y dos de las seis fragatas de la clase Santa María dentro de un drástico plan para ahorrar gastos de mantenimiento. Técnicamente, se trataba de dejar estos buques en actividad restringida, a la espera de que en el futuro fuera posible recuperar su operatividad plena.

### Baja y destino final

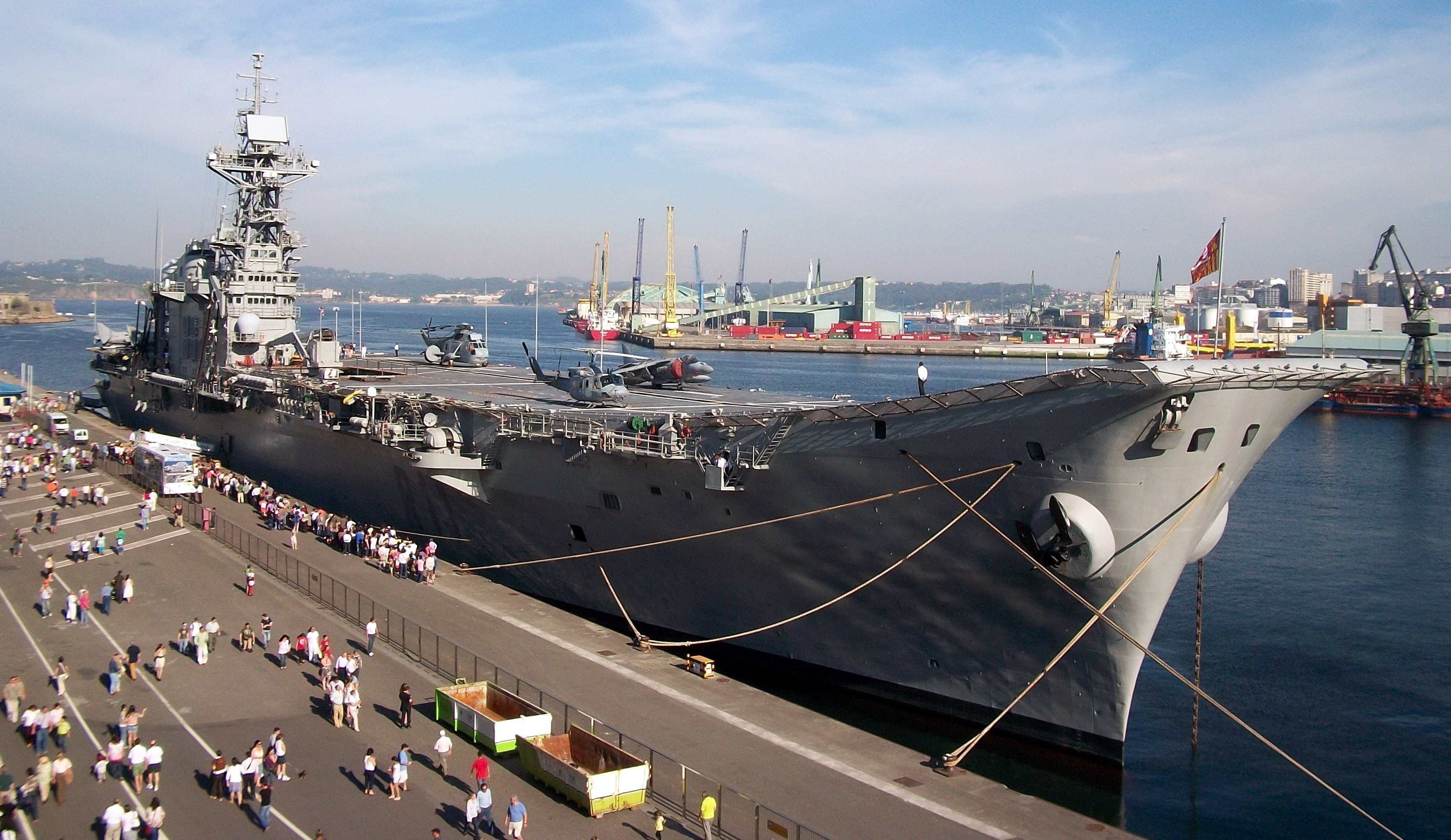
El Príncipe de Asturias atracado en La Coruña en 2010

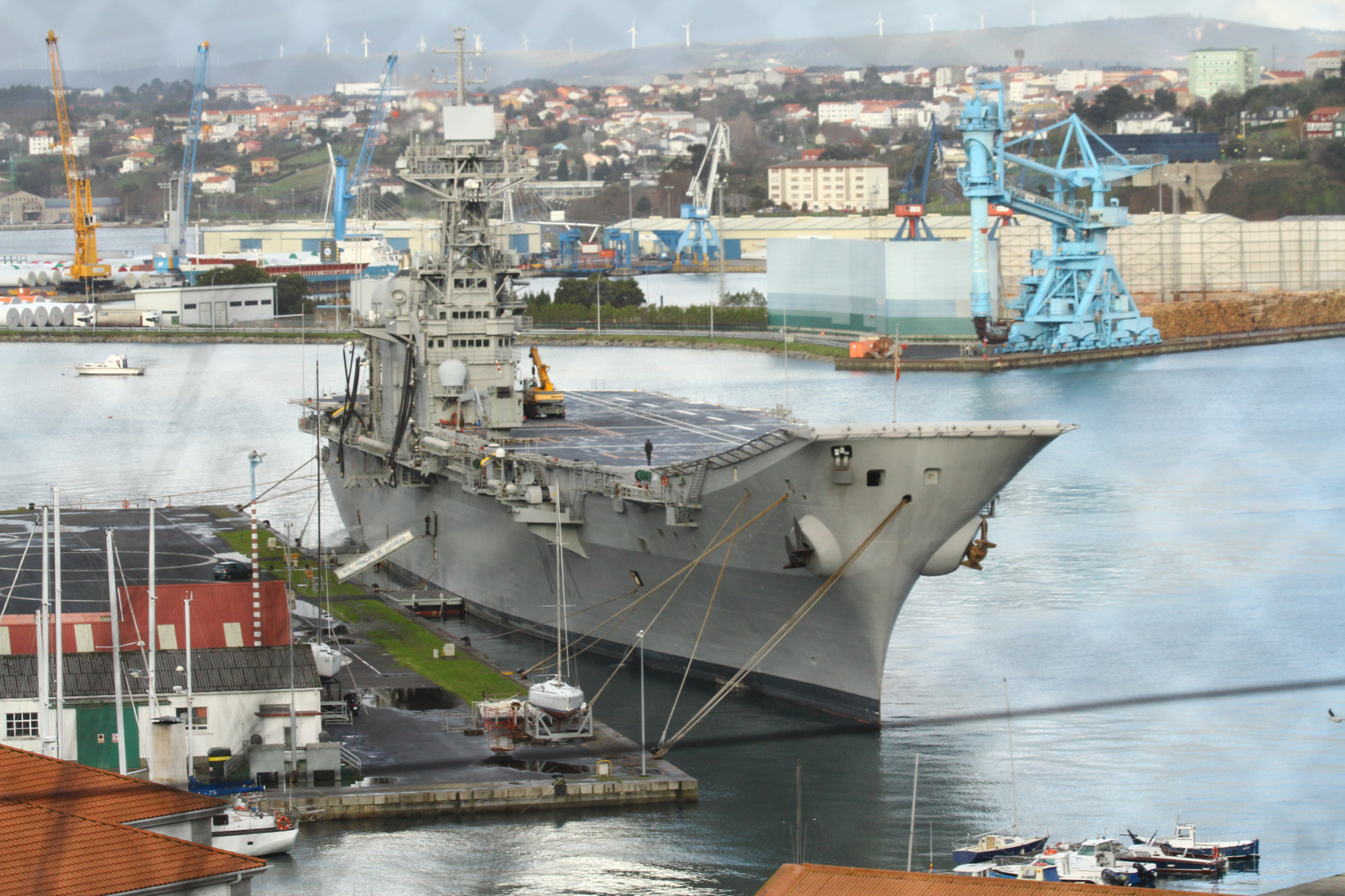
El Príncipe de Asturias amarrado en la base naval de La Graña, en Ferrol en febrero de 2013. El barco, a punto de ser dado de baja, llegó a esta base para que se le retire la munición y el combustible.

Dentro del Plan de Modernización del Grupo de Proyección de la Flota, estaba previsto someter al portaaviones a una gran actualización en dos fases: la primera, dentro del programa CAVIMAR, consistiría sobre todo en mejorar la habitabilidad del buque y sus capacidades de almacenamiento y similares tuvo lugar en 2007, mientras que la segunda sería mucho más amplia y tendría que haber afectado a gran cantidad de diferentes áreas y sistemas del buque, comenzando una vez que hubiera entrado en servicio el Juan Carlos I. Pero la Crisis económica de 2008-2013 hizo que se anulara la segunda fase y que el portaaviones fuese atracado sin actividad en las instalaciones de la base de Rota. 
En octubre de 2012 el gobierno de Mariano Rajoy decidió, debido al costo de mantenimiento, dar de baja el portaaviones, fijándose esta para principios de 2013, tras 25 años de servicio, y su posterior desguace en las instalaciones de Navantia de Ferrol.

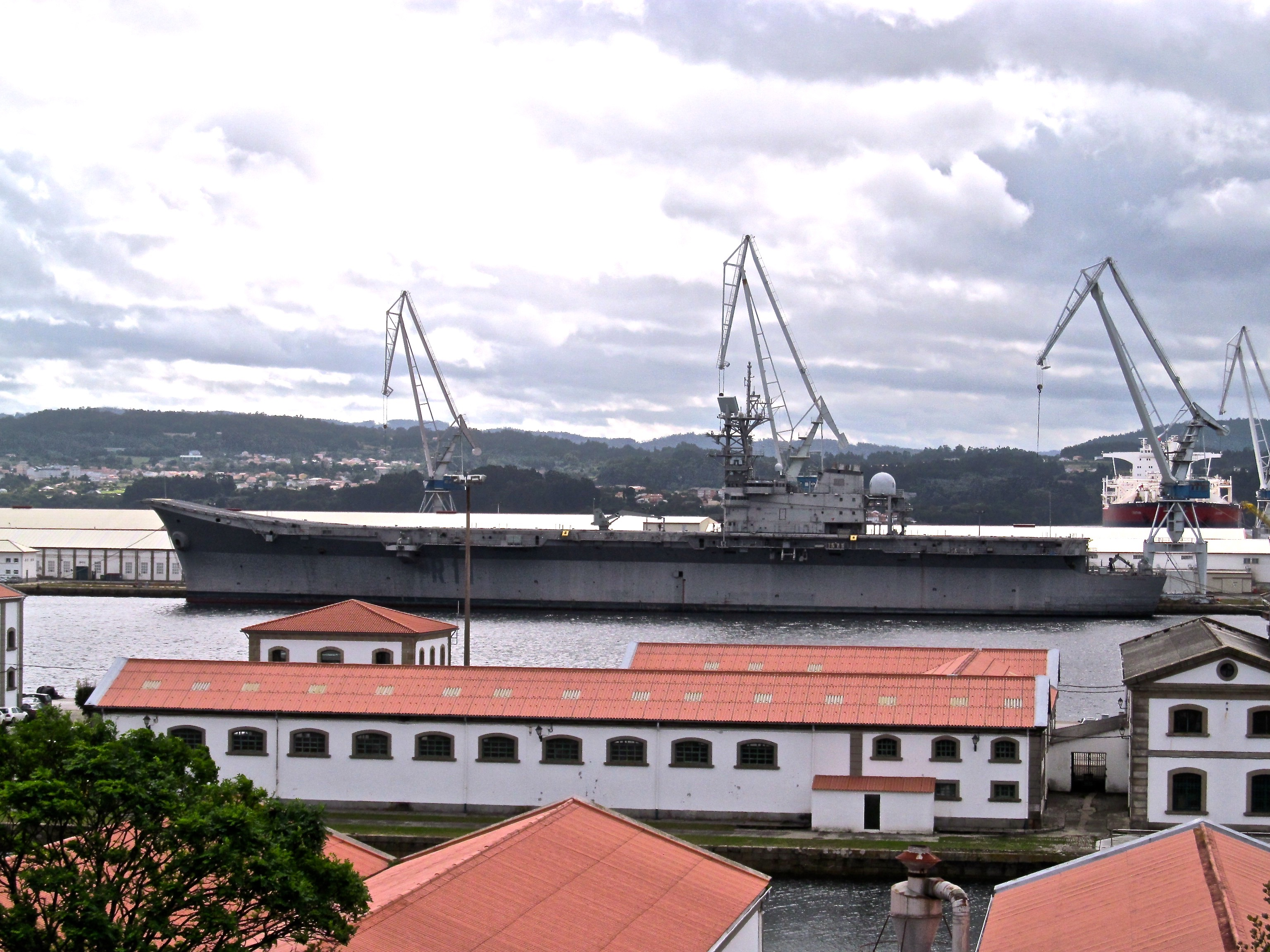
El Príncipe de Asturias atracado al muelle de Ferrol en fase de desguace, septiembre de 2014.

El 6 de febrero de 2013, tuvo lugar en aguas de Rota la ceremonia de despedida del buque, presidida por el entonces Príncipe de Asturias, Felipe de Borbón, por el ministro de Defensa, Pedro Morenés y por el jefe del estado mayor de la Armada Jaime Muñoz-Delgado. Tras dicha ceremonia, partió hacia Ferrol con una dotación reducida de 220 personas, a donde arribó el 8 de febrero para completar su periodo de desarme y valoración, previo a su subasta y posterior desguace. Cuatro días después, fue trasladado desde la base naval de La Graña, donde había dejado el combustible que restaba en sus depósitos y otros consumibles, hasta el muelle número 7 de Navantia en Ferrol. El 14 de diciembre, en el Arsenal Militar de Ferrol, se celebró la ceremonia de baja oficial del portaaviones en la Lista Oficial de Buques de la Armada (LOBA), tras haberse retirado todo el material útil de su interior, con lo que el buque, quedó en espera de destino
La búsqueda de marinas interesadas en el barco fue infructuosa, intentándose fondos para convertirlo en buque museo. El 16 de diciembre de 2015 el Boletín Oficial del Estado, publicó la salida a subasta del buque con un precio de salida de 4,8 millones de euros. Esta subasta se llevó a cabo el 31 de marzo, en la cual no se alcanzó ninguna puja por dicho valor. Tras tres bajadas sucesivas del 15% según lo estipulado en el BOE el precio alcanzó 2,9 millones de euros y ante la ausencia de licitador la subasta fue declarada desierta.
El 29 de septiembre de 2016 fue adjudicado de manera provisional a la UTE formada por la empresa española Surus Inversa y su socio turco en 2,4 millones de euros, para ser desguazado en las instalaciones que la empresa turca tiene en Aliaga. El 9 de agosto de 2017 partió hacia el puerto turco de Aliaga para ser desguazado a lo largo de 2018.

## Anécdotas y curiosidades

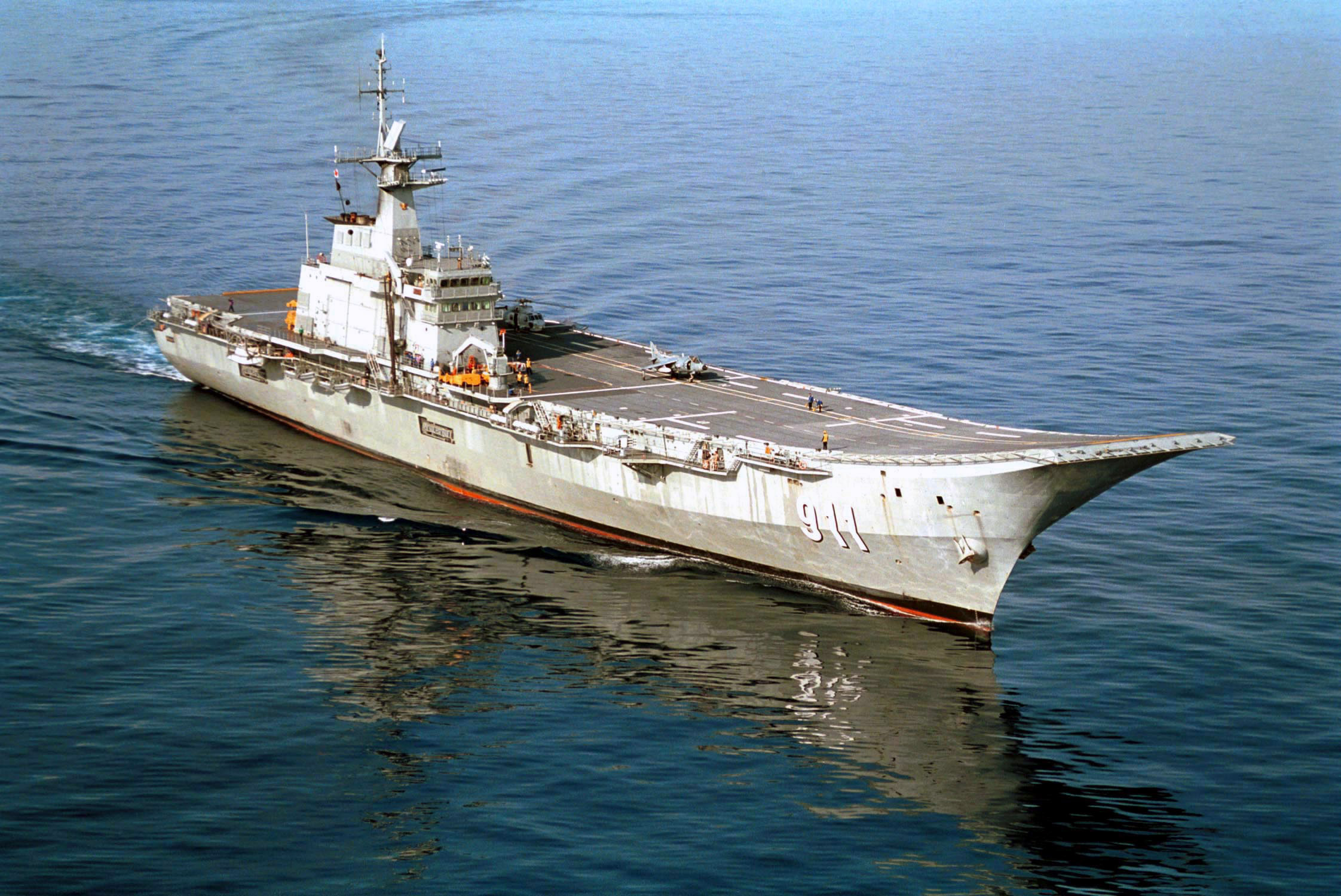
El HTMS Chakri Naruebet en 2001.

- En la sala de "briefing" y en los alojamientos de oficiales, se rodaron varias tomas de la película NAVY SEALS (1990). Y se utilizaron varios helicópteros de la 5.ª Escuadrilla de la Unidad Aérea Embarcada (01-501,01-506,01-503 y el 01-508). Al que les pusieron una pegatina con la palabra NAVY, cubriendo la original (ARMADA).[29]
- Este buque fue localizado y se solicitó su alquiler para rodar en él una película de Hollywood sobre un caso de acoso a una oficial en la Marina de Estados Unidos. Aunque inicialmente la Armada española estuvo de acuerdo, finalmente no se realizó al enterarse los españoles de que la Armada de los Estados Unidos había denegado su autorización para utilizar sus portaaviones. Por último, la película no llegó a rodarse por falta de exteriores útiles.[30]

- El portaaeronaves tailandés HTMS Chakri Naruebet fue construido en los mismos astilleros, basándose en el diseño del Príncipe de Asturias.

### Buques similares
- HTMS Chakri Naruebet